# Кляйннойгаузен
Кляйннойгаузен (нім. Kleinneuhausen) — громада в Німеччині, розташована в землі Тюрингія. Входить до складу району Земмерда. Складова частина об'єднання громад Келледа.
Площа — 8,46 км2. Населення становить 447 ос. (станом на 31 грудня 2021).